# Zongbèga
Zongbèga est une commune rurale située dans le département d'Arbollé de la province du Passoré dans la région Nord au Burkina Faso.

## Géographie
Zongbèga est situé à 7 km au nord-ouest d'Arbollé, le chef-lieu du département, et à environ 20 km au sud-est de Yako. La commune est traversée par la route nationale 2 allant vers le nord-ouest du pays.

## Santé et éducation
Zongbèga accueille un centre de santé et de promotion sociale (CSPS) tandis que le centre médical avec antenne chirurgicale (CMA) de la province se trouve à Yako.